# Guarapiranga (bairro de São Paulo)
Guarapiranga é um bairro do distrito de Jardim São Luís, na Zona Sul do município de São Paulo, no estado de São Paulo, no Brasil. Abriga a Represa de Guarapiranga e um Solo Sagrado da Igreja Messiânica Mundial.

## Topônimo
O topônimo "Guarapiranga" é derivado do termo tupi antigo gûarapiranga, que significa "guarás vermelhos" (gûará, guarás + pirang, vermelho + a, sufixo). O guará é uma ave que nasce preta e que vai se tornando vermelha à medida em que cresce.

## Descrição
Nos últimos anos, a região vem recebendo grandes investimentos em desenvolvimento urbano. Suas principais vias de acesso são a Avenida Guido Caloi e a Avenida Guarapiranga. A região oferece áreas de lazer, como o Shopping Center Fiesta; o Parque do Sol, que abriga a Arena Guarapiranga, sede de diversos eventos esportivos; o Parque Guarapiranga; e o Clube Indiano. 